# Türnitz
Türnitz là một thị xã thuộc huyện Lilienfeld trong bang Niederösterreich.